# Muzeum Ogrodu Botanicznego
Muzeum Ogrodu Botanicznego – muzeum zlokalizowane na terenie Ogrodu Botanicznego UJ w Collegium Śniadeckiego. Dysponuje najstarszą w Polsce kolekcją botaniczną o charakterze muzealnym.
W latach 1994–2011 muzeum funkcjonowało jako pracownia Muzeum Botaniczne i Pracownia Historii Botaniki im. J. Dyakowskiej. Po likwidacji pracowni nastąpił powrót do dawnej nazwy.